# Santa María Tianguistenco
Santa María Tianguistenco är en ort i Mexiko.   Den ligger i kommunen Huejotzingo och delstaten Puebla, i den sydöstra delen av landet, 80 km öster om huvudstaden Mexico City. Santa María Tianguistenco ligger 2 377 meter över havet och antalet invånare är 713.
Terrängen runt Santa María Tianguistenco är platt åt nordost, men åt sydväst är den kuperad. Terrängen runt Santa María Tianguistenco sluttar österut. Runt Santa María Tianguistenco är det ganska tätbefolkat, med 108 invånare per kvadratkilometer. Närmaste större samhälle är Cholula, 18,0 km sydost om Santa María Tianguistenco. Omgivningarna runt Santa María Tianguistenco är en mosaik av jordbruksmark och naturlig växtlighet.